# Hamaseh
El HESA Hamaseh (persa: حماسه, romanizado: Ḥamāseh, literalmente  'épico') es un vehículo aéreo no tripulado (UAV) táctico y de reconocimiento iraní con alta resistencia de vuelo construido por Iran Aircraft Manufacturing Industrial Company (HESA). El Hamaseh fue presentado en 2013 y entró en servicio en 2016.

## Historial operativo

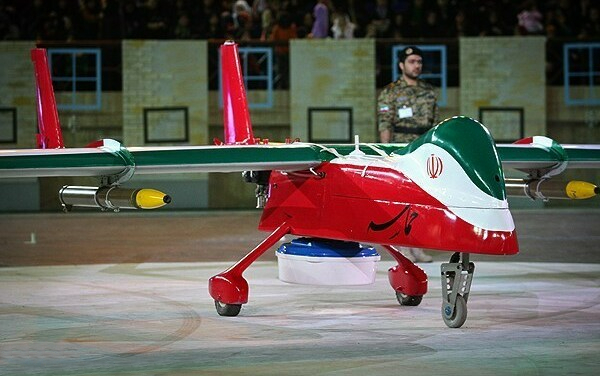
Hamaseh en su ceremonia de inauguración en 2013.

El dron Hamaseh fue presentado el 9 de mayo de 2013. Ahmad Vahidi , ministro de defensa de Irán, afirmó que el dron "con su cualidad sigilosa puede evitar ser detectado por el enemigo". También se afirmó que Hamaseh era una plataforma de alta altitud y larga resistencia (HALE), a pesar de ser un UAV táctico. El Hamaseh en su ceremonia de inauguración estaba "equipado" con lo que parecían ser municiones, pero estaban físicamente atornilladas a las alas, no montadas en puntos duros.
El Hamaseh fue utilizado por primera vez durante ejercicios militares por las Fuerzas Terrestres del IRGC en abril de 2016.
En 2017, HESA ofreció Hamaseh para la exportación.